# 李源甫
李 源甫（り げんぽ、イ・ウォンボ、朝鮮語: 이원보、1889年2月27日（高宗26年 / 明治22年）　- 1968年7月13日）は、明治から昭和にかけての朝鮮総督府官僚、朝鮮総督府中枢院参議。号は「翠石」(朝鮮語: 취석)。日本名は李家源甫。

## 経歴
1889年に咸鏡南道で生まれた。1909年に元山源興日語学校を卒業し、同校の教員となった。同年、咸鏡南道翻訳官補に任ぜられた。1910年に統監府警察官署通訳に任ぜられ、昌寧警察署に勤務した。1912年に総督府警察の警部に昇進し、晋州、平壌、洪原、元山、鍾路などの各警察署に勤務した。1920年に警視に昇進し、平安南道保安課長に就いた。1925年に京畿道刑事課長に就き、巡査教習所教官を兼任した。1930年に京畿道振威郡郡守に就き、京城府理事官、庶務課長、社会課長を歴任した。1935年に平安北道参与官に任ぜられ、1937年に全羅南道参与官兼事務官兼産業部長に就き、全羅南道農会会長などを歴任した。1938年に内務部長に転じた。1939年に朝鮮総督府事務官に転じ、社会教育課長を務めた。国民総力朝鮮連盟参事、朝鮮儒林連合会理事、全羅北道儒林連合会会長などを歴任し、日中戦争が勃発すると、献金や慰問品の募集、時局講演会の開催などで日本へ協力した。1940年に全羅北道知事に任ぜられ、国民総力朝鮮連盟全羅北道会長に就いた。同年11月に東京で開催された紀元二千六百年式典に参加した。同年に日本名李家源甫に創氏した。1941年に総督府市街地計画委員会臨時委員、朝鮮教育研究会幹事を務めた。1943年に朝鮮総督府中枢院参議に就き、国民総力朝鮮連盟理事などを歴任し、総督府の外郭団体役員として太平洋戦争への協力を推進した。日本の敗戦後、1949年1月に反民族行為特別調査委員会に逮捕され、懲役7年を求刑されたが、8月に病気のため釈放された。1968年7月13日に死去。

## 死後
2004年に韓国で成立した日帝強占下反民族行為真相糾明に関する特別法によって、親日反民族行為者に認定された。

## 栄典
- 1932年10月 - 朝鮮昭和五年国勢調査記念章[2]
- 1933年1月 - 勲五等瑞宝章[2]
- 1939年2月 - 勲四等瑞宝章[2]
- 1940年 - 紀元二千六百年祝典記念章[2]